# Hexatoma simplex
Hexatoma simplex är en tvåvingeart. Hexatoma simplex ingår i släktet Hexatoma och familjen småharkrankar.

## Underarter
Arten delas in i följande underarter:
- H. s. asiatica
- H. s. simplex